# Метрична конвенція

Країни, що підписали метричну конвенцію
Держави-члени
Асоційовані держави
Колишні асоційовані держави
Колишні держави-члени

Метрична конвенція (фр. Convention du Mètre) — міжнародна угода, підписана 20 травня 1875 року в Парижі, яка заснувала три організації з метою встановлення й підтримки міжнародної системи одиниць: Генеральну конференцію мір і ваг, Міжнародне бюро мір і ваг та Міжнародний комітет мір і ваг.
Початково конвенцію підписали 17 держав. 7 серпня 2018 року Україна набула повноправного членства в Метричній конвенції та стала однією із 60 країн-членів. До цього часу протягом 16 років Україна перебувала у статусі асоційованого члена.